# Ces-majeur
Ces-majeur, Ces grote terts of Ces-groot (afkorting: Ces) is een toonsoort met als grondtoon ces.

## Toonladder
De voortekening telt zeven mollen: bes, es, as, des, ges, ces en fes. Het is de parallelle toonaard van as-mineur. De enharmonisch gelijke toonaard van Ces-majeur is B-majeur.

## Bekende werken in Ces-majeur
- Nocturne nr. 8 - Gabriel Fauré